# باور-4 (زورق طائر)
باور 4 هو زورق برمائي طائر بعدة نماذج يُستَخدَم لمهاجمة القطع البحرية أنتجه قسم سلاح البحر التابع لقوات الحرس الثوري الإيراني.

## الخصائص
بإمكانه الارتفاع عن سطح الماء لمسافة قريبة‌ جداً تتراوح بين حوالي 1 إلى 4 أمتار وبسرعة 160 كيلومتر في الساعة الواحدة قادر على حمل شخصين، بالإضافة إلى ذلك فقد تم تزويد هذا الزورق بأجهزة تصوير متطورة بإمكانها التحرك بنسبة 360 درجة. ويعمل الزورق الذي بلغ مرحلة الإنتاج المكثف بمحرك يعمل بالبنزين المحّسن ويتم استخدامه لأهداف متعددة. وهو مجهز بقمرة قيادة فيها شاشتان رقميتان مخصصتان لتتبع واستهداف الصواريخ الموجهة إلكترونياً. كما وتم تزويده بصواريخ ومدافع رشاشة.
بإمكان الزورق حمل ما وزنه 130 كغم لذا فهو قادر على حمل صاروخ كروز من طراز «كوثر» ويبلغ طوله 89ر8 متر وعرضه 59ر7 متر وارتفاعه 37ر2 متر ويرتفع عن سطح الماء بوزن أقصاه 930 كغم ولأجل ذلك يحتاج إلى مسافة تبلغ 120 متر إلى 150 متر وللهبوط فهو يحتاج إلى مسافة تضاهي 60 متر إلى 100 متر حيث يرتفع عن سطح الماء أثناء تحليقه ما يقارب نصف متر وذروة الارتفاع التي يصل إليها تبلغ 50 متر وله القابلية على التحليق لمسافة 350 كيلومتر وهذا الأمر يُعتبَر إنجازاً كبيراً على صعيد المواجهات العسكرية البحرية. دخل الزورق الخدمة تحت إشراف القوات البحرية للحرس الثوري الإيراني.